# Namuwiki
Namuwiki (tiếng Hàn Quốc: 나무위키) là một bách khoa toàn thư mở bằng tiếng Hàn. Nó được phát hành vào ngày 17 tháng 4 năm 2015 bởi một phần mềm bách khoa toàn thư độc quyền tên The Seed và hiện có trụ sở tại Paraguay. Theo SimilarWeb, Namuwiki là trang web có lượt ghé thăm nhiều thứ 17 tại Hàn Quốc năm 2023.

## Tên gọi
"Namu" (나무) dịch theo nghĩa đen là "cây" trong tiếng Hàn. Theo khẩu hiệu "Cây kiến thức mà bạn cùng nhau phát triển".

## Tham Khảo
1. ↑  "Most Visited Websites in Korea, Republic of". SimilarWeb.
2. ↑  "namuwiki-나무위키:기본방침" (bằng tiếng Hàn). ngày 15 tháng 2 năm 2017. Lưu trữ bản gốc ngày 5 tháng 3 năm 2016.